# 粟塘駅
粟塘駅（ぞくとうえき）は、中華人民共和国湖南省長沙市雨花区にある長沙地下鉄4号線の駅である。

## 駅構造
- 島式ホーム1面

## 駅周辺
- 湖南省体育館
- 恒大国際広場